# USS LST-562
O USS LST-562 foi um navio de guerra norte-americano da classe LST que operou durante a Segunda Guerra Mundial.